# Deserto d'oro
Deserto d'oro (Desert Gold) è un film muto del 1926 diretto da George B. Seitz. La sceneggiatura si basa sul romanzo Desert Gold di Zane Grey pubblicato a New York nel 1913.
Il film è il rifacimento di Desert Gold diretto da T. Hayes Hunter nel 1919. Nel 1936, ne venne fatto un ulteriore remake, sempre con il titolo Desert Gold, diretto da James P. Hogan.

## Trama
Dick Gale, figlio di un importante avvocato di New York, vive spassandosela felicemente. Ma il padre lo pone davanti a una scelta: o metterà la testa a posto trovandosi un lavoro, o verrà buttato fuori di casa. Dick parte allora per il West. A Casita, una piccola città di confine, conosce il tenente di cavalleria George Thorne che è fidanzato con Mercedes, la figlia di un grosso proprietario terriero, don Sebastián Castanada. La tenuta di Castanada viene assalita da Landree, un fuorilegge che vuole rapire Mercedes. Ma lei, aiutata da Yaqui, un indiano, è riuscita a fuggire travestita da ragazzo. Dick e Thorne si uniscono a Mercedes e a Yaqui nella fuga nel deserto. Thorne, che è ferito, riesce a raggiungere il forte per chiedere aiuto mentre gli altri tre fuggitivi sono rintracciati da Landree. Nel tentativo di bloccare con una frana il sentiero che stanno percorrendo, Yaqui resta ucciso. Thorne, tornato indietro con i soccorsi, riesce a salvare Dick e Mercedes ma, rendendosi conto che i due nel frattempo si sono innamorati, lascia libera la ragazza.

## Produzione
Prodotto dalla Famous Players-Lasky Corporation, il film si basa su un romanzo western del popolare scrittore Zane Grey che uscì a puntate sulla rivista Popular, iniziando le pubblicazioni il 1º marzo 1913.

## Distribuzione
Il copyright del film, richiesto dalla Famous Players-Lasky Corp., fu registrato il 20 aprile 1926 con il numero LP22626.
Distribuito dalla Paramount Pictures nei cinema statunitensi il 19 aprile 1926 dopo essere stato presentato in prima a New York il 22 marzo 1926, il film uscì nel 1927 in Austria con il titolo Der Schrecken der Steinwüste. Arriverà in Italia nel 1928.